# Jan Trzaskoma

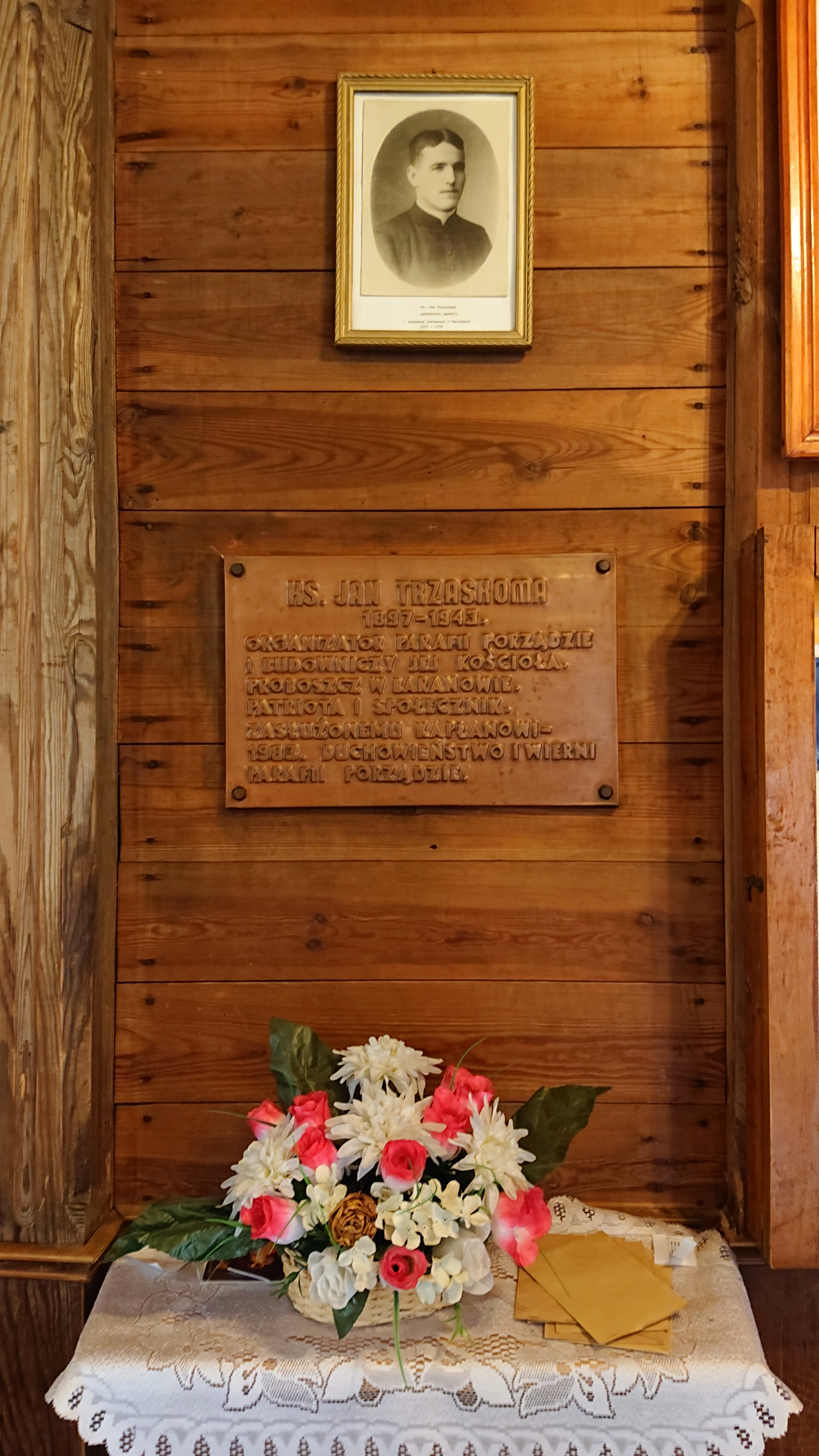
Upamiętnienie w kościele w Porządziu

Jan Trzaskoma (ur. 2 grudnia 1897 w Olszewnicy Nowej, zm. 20 marca 1943 w Dachau) – polski wojskowy, legionista, członek Polskiej Organizacji Wojskowej, uczestnik wojny polsko-bolszewickiej, później duchowny katolicki, działacz społeczny, podczas II wojny światowej więzień niemieckich obozów koncentracyjnych, zamordowany w KL Dachau.

## Życiorys
Syn Franciszka i Katarzyny z domu Mrozik. Miał czworo rodzeństwa: Helenę, Józefę, Małgorzatę i Józefa. Jego siostrzeńcem był prof. Stefan Liwski (syn Małgorzaty Liwskiej z domu Trzaskoma). Jan Trzaskoma chodził do rosyjskiej szkoły początkowej w Olszewnicy Nowej, następnie od 1913 roku uczęszczał do Seminarium Nauczycielskiego w Siennicy. W związku z ewakuacją seminarium przez Rosjan w sierpniu 1915 roku dokończył naukę na Warszawskich Kursach Pedagogicznych. Działał w Związku Strzeleckim, od 1915 roku był żołnierzem Polskiej Organizacji Wojskowej (pseudonim Kruk, a następnie Malczewski). Od 11 do 14 listopada 1918 roku na czele plutonu POW z Olszewnicy wziął udział w rozbrojeniu niemieckiego garnizonu w Nowej Jabłonnie (dziś Legionowo). Pod koniec listopada 1918 roku wstąpił do Wojska Polskiego.
We wrześniu 1917 roku wstąpił do Wyższego Seminarium Duchownego w Warszawie, które ukończył w 1924 roku. Ukończenie seminarium przedłużyła choroba płuc oraz trwająca wówczas wojna polsko-bolszewicka. Na wieść o Armii Czerwonej nacierającej na Warszawę Trzaskoma na początku lipca 1920 roku ponownie zgłosił się do wojska. W sierpniu 1920 roku dotarł do Wilna z III batalionem 201 pułku piechoty. Został zwolniony do rezerwy w grudniu 1920 roku z powodu lekkich obrażeń. Za udział w wojnie polsko-bolszewickiej został odznaczony Orderem Virtuti Militari i Krzyżem Walecznych. 
Święcenia kapłańskie przyjął 10 lutego 1924 roku z rąk biskupa Kazimierza Ruszkiewicza. Mszę prymicyjną odprawił w kościele Wniebowzięcia Najświętszej Maryi Panny w Chotomowie. Był wikariuszem w Goszczynie, Gostyninie i Wyszkowie, administratorem nowo utworzonej parafii św. Teresy od Dzieciątka Jezus w Porządziu (1927–1936) i proboszczem parafii Baranowo (1936–1943).
W Porządziu zbudował nowy kościół, plebanię, cmentarz oraz Dom Ludowy. Zorganizował koło gospodyń wiejskich. Należał do Koła Diecezjalnego Księży Misjonarzy. Za pełnienie obowiązków wiceprzewodniczącego Okręgowego Związku Ochotniczych Straży Pożarnych oraz kapelana Związku Strzeleckiego na powiat pułtuski otrzymał odznakę Orderu Odrodzenia Polski. 5 sierpnia 1937 roku otrzymał Krzyż Niepodległości za pracę na rzecz odzyskania niepodległości. Był Prezesem Powiatowej Rady Szkolnej w Pułtusku, inicjatorem budowy trzech budynków szkolnych. W Baranowie wyposażył kościół, uporządkował cmentarz parafialny i był inicjatorem regulacji rzeki Płodownicy. Przed wybuchem II wojny światowej organizował po mszy świętej spotkania i wiece patriotyczne. Budził ducha narodowego w przededniu napaści Niemców na Polskę. Wspominał autorytet Józefa Piłsudskiego, z którym współpracował.
Został aresztowany przez Niemców we wrześniu 1939 roku za utrzymywanie kontaktów z Wojskiem Polskim. Wywieziono go na roboty rolne do Niemiec, następnie był więziony w obozie koncentracyjnym Sachsenhausen. Zmarł w Dachau w wyniku trepanacji czaszki 20 marca 1943 roku.
Symboliczna mogiła ks. Jana Trzaskomy znajduje się na cmentarzu parafialnym w Chotomowie, kilka kilometrów od jego rodzinnej Olszewnicy.

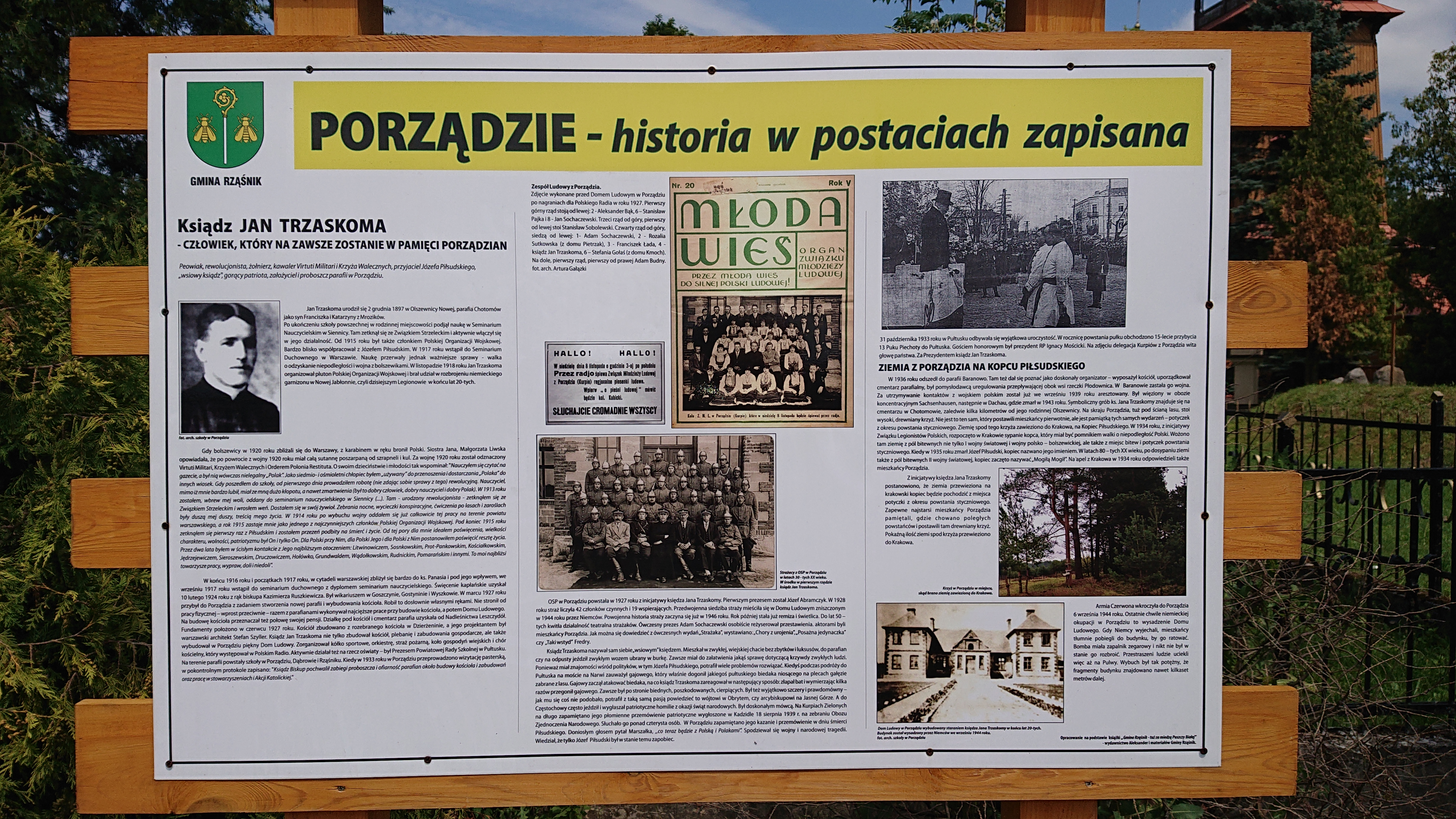
Jedna z tablic informacyjnych przy kościele w Porządziu – informacja o ks. Janie Trzaskomie

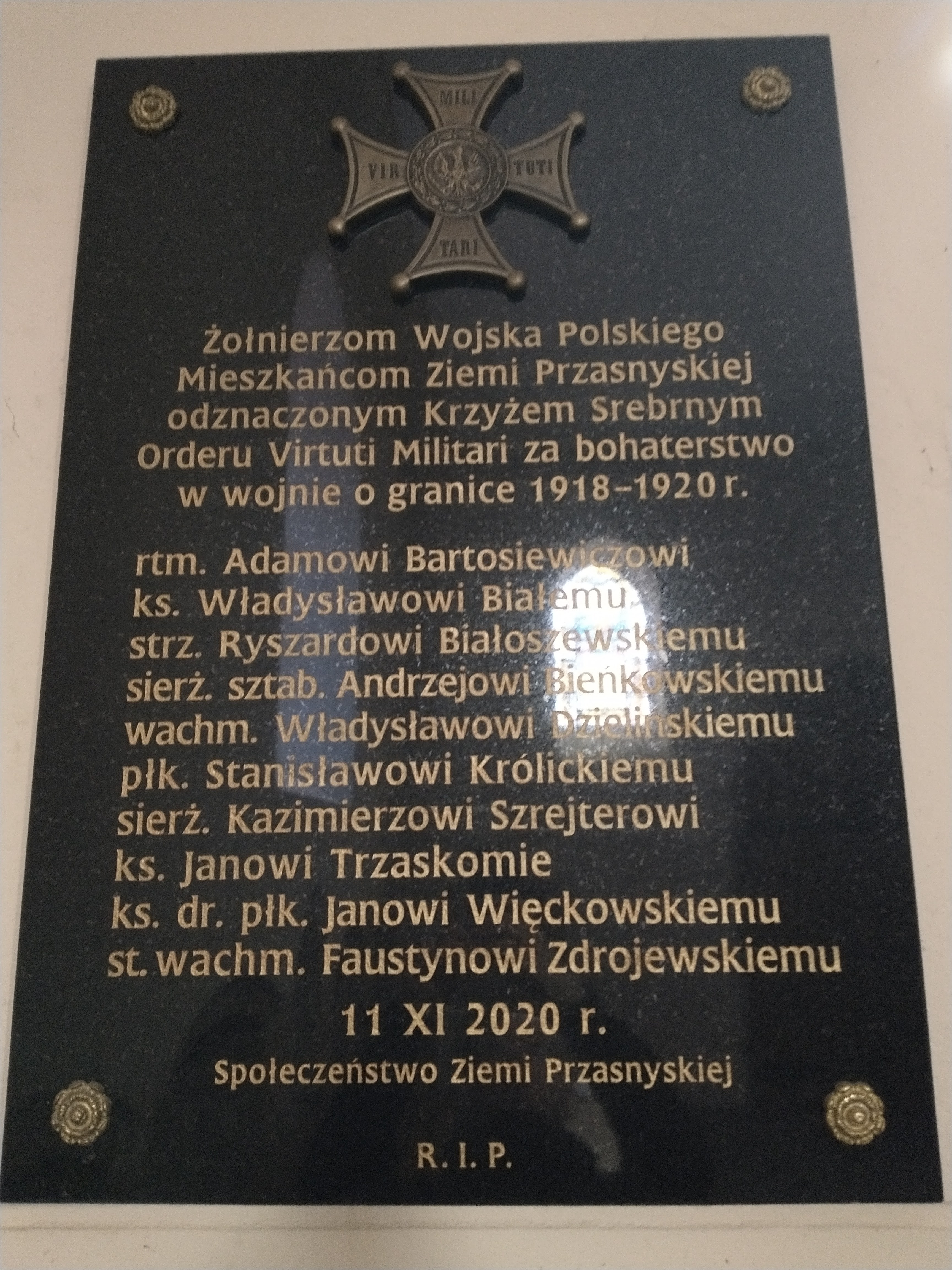
Tablica w kościele Wniebowzięcia NMP w Przasnyszu

## Ordery i odznaczenia
- Krzyż Srebrny Orderu Virtuti Militari
- Krzyż Niepodległości (5 sierpnia 1937)[5]
- Krzyż Kawalerski Orderu Odrodzenia Polski (9 listopada 1932)[6]
- Krzyż Walecznych

## Pamięć
Jego nazwisko zostało upamiętnione w bazylice katedralnej w Płocku wraz z innymi kapłanami z diecezji płockiej, którzy zginęli w czasie II wojny światowej. Na jego cześć została nazwana ulica w Baranowie, gdzie też wystawiono mu epitafium w kościele parafialnym, oraz plac przed kościołem św. Bartłomieja Apostoła w Janówku. Nazwisko księdza widnieje także w Chotomowie, na granitowej płycie Pomnika Bohaterów Walk o Niepodległość Polski w latach 1939–1945. Jan Trzaskoma jest także upamiętniony na tablicy kurhanu przy kościele w Porządziu. Jest patronem Szkoły Podstawowej w Porządziu od 2006 roku i jako patron został wspomniany w refrenie hymnu tej szkoły. We wnętrzu szkoły znajduje się również poświęcone podczas uroczystości nadania imienia szkole popiersie ks. Jana Trzaskomy.